# فتاة في تويلاند (فلم)
فتاة في تويلاند (بالإنجليزية: Babes in Toyland) هو فيلم مغامرة وفنتازيا تلفزيوني غنائي أمريكي إنتاج عام 1986، من إخراج كليف دونر وتأليف غلين ماكدونغ مع بول زينديل في كتابة السيناريو وبطولة ايلين برينان ودرو باريمور وريتشارد موليجان.

## طاقم التمثيل
- درو باريمور في دور ليزا بايبر
- ريتشارد موليجان في دور بارنابي بارنكل
- ايلين برينان في دور السيدة بايبر
- كيانو ريفز في دور جاك نيمبل
- جيل شويلين في دور ماري بايبر
- جووجي غريس في دور جورجي بورغي
- والتر بوشهوف في دور جريم
- رولف كني في دور زاك
- غاستون هيني في دور ماك
- بيبو سوسمان في دور جاك
- تشاد كارلسون في دور جوي
- جان موكي في دور مذيع الأخبار
- بيل ماركوس
- بات موريتا
- شري وايزر

## وصلات خارجية
- مقالات تستعمل روابط فنية بلا صلة مع ويكي بيانات